# Dumna królewna
Dumna królewna (cz. Pyšná princezna) – czechosłowacki film czarno-biały z 1952 roku, baśń filmowa w reżyserii Bořivoja Zemana. Scenariusz powstał na motywach baśni Boženy Němcovej.

## Obsada
- Alena Vránová jako księżniczka Krasomila
- Vladimír Ráž jako król Miroslav
- Stanislav Neumann jako stary król
- Mária Sýkorová jako piastunka
- Jaroslav Seník jako minister Jakub
- Miloš Kopecký jako kanclerz
- Oldřich Dědek jako mistrz ceremonii
- Karel Effa jako podskarbi
- Josef Hlinomaz jako poborca podatków
- Gustav Heverle jako Vítek
- Jana Werichová jako Madlenka
- Vladimír Bejval jako Ivánek, syn smolarza
- Bohuslav Čáp jako szewc
- Otomar Korbelář jako gospodarz
- Jarmila Kurandová jako żona gospodarza
- František Hanus jako smolarz
- Nita Romanečová jako żona smolarza
- František Kovářík jako młynarz
- Terezie Brzková jako żona młynarza
- Miloš Nesvadba jako książę z Kraju Zachodzącego Słońca
- Rudolf Cortés jako śpiewający drwal
- Bohuslav Kupšovský jako wysoki strażnik
- Jaroslav Orlický jako posłaniec
- Václav Švec jako dworzanin księcia

## Wersja polska
Reżyser polskiego dubbingu: Jerzy Twardowski

Obsada dubbingu:
- Alina Janowska jako księżniczka Krasomila
- Jan Żardecki jako król Mirosław
- Stanisław Łapiński jako stary król
- Danuta Szaflarska jako piastunka
- Konrad Łaszewski jako kanclerz
- Henryk Abbe jako mistrz ceremonii
- Adam Cyprian jako podskarbi
- Wacław Kowalski jako poborca podatków
- Jan Zieliński jako szewc
- Marian Wojtczak jako gospodarz
- Antoni Żukowski jako smolarz

i inni

## Produkcja
Zdjęcia kręcono w następujących lokacjach:
- zamki w Českim Krumlovie, Hluboká i Trzeboń; plac Piaristické náměstí w Czeskich Budziejowicach (kraj południowoczeski);
- Góry Połabskie, Dolský mlýn w Parku Narodowym „Czeska Szwajcaria” (kraj ustecki);
- zamek w Telczu (kraj Wysoczyna);
- zamek w Bouzovie (kraj ołomuniecki);
- zamek w Žinkovy (kraj pilzneński)[4].